# Lepidagathis
Lepidagathis is een geslacht uit de acanthusfamilie (Acanthaceae). De soorten uit het geslacht komen voor in Centraal-Amerika en het Caraïbisch gebied, Zuid-Amerika, Afrika en (sub)tropisch Azië.

## Soorten
- Lepidagathis alopecuroidea (Vahl) R.Br. ex Griseb.
- Lepidagathis alvarezia (Nees) Kameyama ex Wassh. & J.R.I.Wood
- Lepidagathis amaranthoides Elmer
- Lepidagathis andersoniana Lindau
- Lepidagathis angustifolia C.B.Clarke
- Lepidagathis anobrya Nees
- Lepidagathis appendiculata Lindau
- Lepidagathis armata Lindau
- Lepidagathis backeri Bremek.
- Lepidagathis balakrishnanii Remadevi & Binoj Kumar
- Lepidagathis bandraensis Blatt.
- Lepidagathis barberi Gamble
- Lepidagathis benojiana Jithin & Jose
- Lepidagathis billardiereana Nees
- Lepidagathis brevis Benoist
- Lepidagathis brevispica Bremek.
- Lepidagathis callistachys Kameyama
- Lepidagathis calycina Hochst. ex Nees
- Lepidagathis cambodiana Benoist
- Lepidagathis capituliformis Benoist
- Lepidagathis cataractae (Nees) Lindau ex Pulle
- Lepidagathis ceylanica Nees
- Lepidagathis chariensis Benoist
- Lepidagathis chiapensis (Acosta) Kameyama
- Lepidagathis chlorostachya Nees
- Lepidagathis cinerea Merr.
- Lepidagathis clarkei Merr.
- Lepidagathis clavata Dalzell
- Lepidagathis collina (Endl.) Milne-Redh.
- Lepidagathis cristata Willd.
- Lepidagathis cuneiformis Kameyama
- Lepidagathis cuspidata Nees
- Lepidagathis cyanea (Leonard) Kameyama
- Lepidagathis dahomensis Benoist
- Lepidagathis danielii Cruz & J.Jiménez Ram.
- Lepidagathis diffusa C.B.Clarke
- Lepidagathis dispar C.B.Clarke ex Merr.
- Lepidagathis dissimilis J.B.Imlay
- Lepidagathis diversa C.B.Clarke
- Lepidagathis dulcis Nees
- Lepidagathis epacridea Heine
- Lepidagathis eriocephala Lindau
- Lepidagathis eucephala Miq.
- Lepidagathis eugeniifolia Benoist
- Lepidagathis falcata Nees
- Lepidagathis fasciculata (Retz.) Nees
- Lepidagathis fimbriata C.B.Clarke
- Lepidagathis fischeri C.B.Clarke
- Lepidagathis floribunda (Pohl) Kameyama
- Lepidagathis formosensis C.B.Clarke ex Hayata
- Lepidagathis glandulosa Nees
- Lepidagathis gossweileri S.Moore
- Lepidagathis gracilis (Bremek.) Wassh.
- Lepidagathis grandidieri Benoist
- Lepidagathis guatemalensis (Donn.Sm.) Kameyama
- Lepidagathis hainanensis H.S.Lo
- Lepidagathis hamiltoniana Wall.
- Lepidagathis heudelotiana Nees
- Lepidagathis humifusa Decne.
- Lepidagathis humilis Merr.
- Lepidagathis inaequalis C.B.Clarke ex Elmer
- Lepidagathis incurva Buch.-Ham. ex D.Don
- Lepidagathis ipariaensis Wassh.
- Lepidagathis javanica Blume
- Lepidagathis justicioides Britton ex Rusby
- Lepidagathis kameyamana Gnanasek. & Arisdason
- Lepidagathis keralensis Madhus. & N.P.Singh
- Lepidagathis lanatoglabra C.B.Clarke
- Lepidagathis laxa Nees
- Lepidagathis laxifolia (Nees) Kameyama
- Lepidagathis linearis T.Anderson
- Lepidagathis linifolia Benoist
- Lepidagathis longisepala C.B.Clarke
- Lepidagathis lutea Dalzell
- Lepidagathis lutescens Benoist
- Lepidagathis macgregorii Merr.
- Lepidagathis macrantha C.B.Clarke
- Lepidagathis macrochila Lindau
- Lepidagathis madagascariensis Benoist
- Lepidagathis marginata Bremek.
- Lepidagathis mazarunensis (Bremek.) Wassh.
- Lepidagathis medicaginea (Bremek.) Wassh.
- Lepidagathis medusae S.Moore
- Lepidagathis mendax Benoist
- Lepidagathis meridionalis Kameyama
- Lepidagathis microphylla Merr.
- Lepidagathis mindorensis Merr.
- Lepidagathis montana (Mart. ex Nees) Kameyama
- Lepidagathis mucida Benoist
- Lepidagathis nemoralis (Mart. ex Nees) Kameyama
- Lepidagathis nemorosa S.Moore
- Lepidagathis nickeriensis Wassh.
- Lepidagathis oubanguiensis Benoist
- Lepidagathis palawanensis Merr.
- Lepidagathis pallescens S.Moore
- Lepidagathis papuana S.Moore
- Lepidagathis paraensis Kameyama
- Lepidagathis parviflora Blume
- Lepidagathis pavala Nees
- Lepidagathis peniculifera S.Moore
- Lepidagathis perrieri Benoist
- Lepidagathis plantaginea Mildbr.
- Lepidagathis pobeguinii Hua
- Lepidagathis prostrata Dalzell
- Lepidagathis pseudoaristata Ensermu
- Lepidagathis psilantha Nees
- Lepidagathis purpuricaulis Nees
- Lepidagathis randii S.Moore
- Lepidagathis riedeliana Nees
- Lepidagathis rigida Dalzell
- Lepidagathis robinsonii Merr.
- Lepidagathis royenii Bremek.
- Lepidagathis rumphii Merr.
- Lepidagathis scabra C.B.Clarke
- Lepidagathis scariosa Nees
- Lepidagathis secunda Nees
- Lepidagathis sericea Benoist
- Lepidagathis sessilifolia (Pohl) Kameyama ex Wassh. & J.R.I.Wood
- Lepidagathis simplex T.Anderson
- Lepidagathis soconuscana (T.F.Daniel) Kameyama
- Lepidagathis sorongensis Bremek.
- Lepidagathis speciosa (Rendle) Hedrén
- Lepidagathis spicifer Elmer
- Lepidagathis spinosa Wight ex Nees
- Lepidagathis staurogynoides S.Moore
- Lepidagathis stenophylla C.B.Clarke ex Hayata
- Lepidagathis strobilina T.Anderson ex Kurz
- Lepidagathis subglabra Merr.
- Lepidagathis subinterrupta Merr.
- Lepidagathis submitis Blatt.
- Lepidagathis surinamensis (Bremek.) Wassh.
- Lepidagathis tenuis C.B.Clarke
- Lepidagathis thorelii Benoist
- Lepidagathis thymifolia Collett & Hemsl.
- Lepidagathis thyrsiflora Bremek.
- Lepidagathis tisserantii Benoist
- Lepidagathis trinervis Nees
- Lepidagathis uxpanapensis (Acosta) Kameyama
- Lepidagathis villosa Hedrén
- Lepidagathis vulpina Benoist
- Lepidagathis walkeriana Nees
- Lepidagathis wasshausenii Kameyama

... · 
Acanthopsis · 
Acanthus · 
Achyrocalyx · 
Afrofittonia · 
Ambongia · 
Ancistranthus · 
Andrographis · 
Angkalanthus · 
Anisacanthus · 
Anisosepalum · 
Anisotes · 
Anomacanthus · 
Aphanosperma · 
Aphelandra · 
Ascotheca · 
Asystasia · 
Avicennia · 
Ballochia · 
Barleria · 
Barleriola · 
Blepharis · 
Borneacanthus · 
Boutonia · 
Brachystephanus · 
Bravaisia · 
Brillantaisia · 
Brunoniella · 
Calacanthus · 
Calycacanthus · 
Camarotea · 
Carlowrightia · 
Celerina · 
Cephalacanthus · 
Chalarothyrsus · 
Chamaeranthemum · 
Chileranthemum · 
Chlamydacanthus · 
Chlamydocardia · 
Chorisochora · 
Chroesthes · 
Clinacanthus · 
Clistax · 
Codonacanthus · 
Conocalyx · 
Cosmianthemum · 
Crabbea · 
Crossandra · 
Crossandrella · 
Cyclacanthus · 
Cynarospermum · 
Cyphacanthus · 
Danguya · 
Dasytropis · 
Dichazothece · 
Dicladanthera · 
Dicliptera · 
Dischistocalyx · 
Duosperma · 
Dyschoriste · 
Ecbolium · 
Echinacanthus · 
Elytraria · 
Encephalosphaera · 
Eranthemum · 
Eremomastax · 
Filetia · 
Fittonia · 
Forcipella · 
Glossochilus · 
Graphandra · 
Graptophyllum · 
Gymnostachyum · 
Gypsacanthus · 
Hansteinia · 
Haplanthodes · 
Harpochilus · 
Hemigraphis · 
Henrya · 
Herpetacanthus · 
Heteradelphia · 
Holographis · 
Hoverdenia · 
Hulemacanthus · 
Hygrophila · 
Hypoestes · 
Ichthyostoma · 
Isoglossa · 
Isotheca · 
Jadunia · 
Justicia · 
Kalbreyeriella · 
Kosmosiphon · 
Kudoacanthus · 
Lankesteria · 
Leandriella · 
Lepidagathis · 
Megalochlamys ·
Ruellia · 
Strobilanthes · 
Thunbergia · 
...